# Elfriede Ederer-Fick
Elfriede Ederer-Fick (* 1950; † 12. Juli 2016) lehrte ab 1976 am Institut für Erziehungs- und Bildungswissenschaft der Karl-Franzens-Universität Graz. Ihre Arbeitsbereiche waren Integrationspädagogik und heilpädagogische Psychologie.

## Leben und Werk
Sie publizierte wissenschaftliche Studien zur Diagnose und Bewältigung von Problemen von Emotionen und des Verhaltens. So analysiert sie Depressionen, Ängste und Stress. Ihre Studien beschäftigen sich vielfach mit Kindern, häufig bezieht sie sich aber auch auf Personen im frühen Erwachsenenalter. Arbeiten zur Teamreflexivität von Studierenden sowie die Prävention von Prokrastination bilden weitere Arbeitsfelder. Am Hernstein Institut arbeitet sie als interne Trainerin. 

## Auszeichnungen
- 2011 Ehren-ELCH (E-Learning-Champion der Universität Graz) für ihr Engagement im Bereich Neue Medien